# Andrena koreana
Andrena koreana là một loài Hymenoptera trong họ Andrenidae. Loài này được Hirashima mô tả khoa học năm 1952.